# Salma Youssef
Pour les articles homonymes, voir Youssef.
Salma Youssef, née le 29 décembre 1994 au Caire, est une joueuse professionnelle de squash représentant l’Égypte. Elle atteint le 59e rang mondial en janvier 2020, son meilleur classement. 

## Carrière
Elle participe aux championnats du monde de squash 2019-2020 où elle échoue au premier tour face à Camille Serme.